# Venisey
Venisey település Franciaországban, Haute-Saône megyében. Lakosainak száma 134 fő (2022. január 1.). Venisey Saponcourt, Buffignécourt, Contréglise, Magny-lès-Jussey, Montureux-lès-Baulay és Tartécourt községekkel határos.

## Népesség
A település népessége az elmúlt években az alábbi módon változott:
| Lakosok száma | 163  | 147  | 142  | 136  | 132  | 127  | 130  | 132  | 134  |
|               | 2013 | 2015 | 2016 | 2017 | 2018 | 2019 | 2020 | 2021 | 2022 |